# 見木友哉
見木 友哉（みき ともや、1998年3月28日 - ）は、神奈川県藤沢市出身のプロサッカー選手。Jリーグ・アビスパ福岡所属。ポジションはミッドフィールダー（MF）。

## 来歴

### プロ入り前
FC湘南辻堂でサッカーを始め、小学4年から湘南ベルマーレ、中学では横浜FC、高校では横河武蔵野FCの下部組織でプレー。大学は関東学院大学に進学。2年時に関東大学サッカーリーグ2部昇格決定戦で決勝点を奪うなど中心選手として活躍。4年時には関東大学2部ベストイレブンに選出された。

### ジェフユナイテッド千葉
2019年6月21日、ジェフユナイテッド千葉への加入内定および特別指定選手登録が発表された。同年7月7日、J2第21節・徳島ヴォルティス戦で加入後初スタメンを飾る。8月18日の大宮アルディージャ戦ではJ初ゴールを記録。特別指定選手ながら2019年は9試合に出場した。
2020年9月9日に行われたアルビレックス新潟戦でA契約締結条件を満たし、18日にA契約に移行したことが発表された。
2021年、5月にはJ2月間MVPを受章。また7月には第23節・ツエーゲン金沢戦での得点がJ2月間ベストゴールに選出された。リーグ戦全試合出場を達成し、チーム内得点王となるシーズン14得点を挙げた。

### 東京ヴェルディ
2023年12月14日、東京ヴェルディへの完全移籍が発表された。背番号は「10」を背負う。

### アビスパ福岡
2024年12月16日、アビスパ福岡への完全移籍が発表された。背番号は「11」。

## 所属クラブ
- FC湘南辻堂
- 湘南ベルマーレジュニア（藤沢市立辻堂小学校[2])
- 横浜FC鶴見ジュニアユース（藤沢市立湘洋中学校[2]）
- 横河武蔵野FCユース（神奈川県立住吉高校[2]）
- 関東学院大学
  - 2019年6月 -  同年12月 ジェフユナイテッド市原・千葉（特別指定選手）
- 2020年 - 2023年  ジェフユナイテッド市原・千葉
- 2024年  東京ヴェルディ
- 2025年 -  アビスパ福岡

## 個人成績
| 国内大会個人成績 | 国内大会個人成績 | 国内大会個人成績 | 国内大会個人成績 | 国内大会個人成績 | 国内大会個人成績 | 国内大会個人成績 | 国内大会個人成績 | 国内大会個人成績 | 国内大会個人成績 | 国内大会個人成績 | 国内大会個人成績 |
| 年度             | クラブ           | 背番号           | リーグ           | リーグ戦         | リーグ戦         | リーグ杯         | リーグ杯         | オープン杯       | オープン杯       | 期間通算         | 期間通算         |
| 年度             | クラブ           | 背番号           | リーグ           | 出場             | 得点             | 出場             | 得点             | 出場             | 得点             | 出場             | 得点             |
| 日本             | 日本             | 日本             | 日本             | リーグ戦         | リーグ戦         | リーグ杯         | リーグ杯         | 天皇杯           | 天皇杯           | 期間通算         | 期間通算         |
| ---------------- | ---------------- | ---------------- | ---------------- | ---------------- | ---------------- | ---------------- | ---------------- | ---------------- | ---------------- | ---------------- | ---------------- |
| 2019             | 千葉             | 39               | J2               | 9                | 1                | -                | -                | -                | -                | 9                | 1                |
| 2020             | 千葉             | 39               | J2               | 33               | 1                | -                | -                | -                | -                | 33               | 1                |
| 2021             | 千葉             | 39               | J2               | 42               | 14               | -                | -                | 1                | 1                | 43               | 15               |
| 2022             | 千葉             | 10               | J2               | 40               | 7                | -                | -                | 1                | 0                | 41               | 7                |
| 2023             | 千葉             | 10               | J2               | 41               | 7                | -                | -                | 1                | 0                | 42               | 7                |
| 2024             | 東京V            | 10               | J1               | 37               | 4                | 1                | 2                | 2                | 0                | 40               | 6                |
| 2025             | 福岡             | 11               | J1               |                  |                  |                  |                  |                  |                  |                  |                  |
| 通算             | 日本             | 日本             | J1               | 37               | 4                | 1                | 2                | 2                | 0                | 40               | 6                |
| 通算             | 日本             | 日本             | J2               | 165              | 30               | -                | -                | 3                | 1                | 168              | 31               |
| 総通算           | 総通算           | 総通算           | 総通算           | 202              | 34               | 1                | 2                | 5                | 1                | 208              | 37               |

※2019年は特別指定選手。
その他の公式戦
- 2023年
  - J1昇格プレーオフ 1試合0得点
- Jリーグ初出場 - 2019年7月7日 J2第21節 対徳島ヴォルティス（ポカリスエットスタジアム）
- Jリーグ初得点 - 2019年8月18日 J2第28節 対大宮アルディージャ（NACK5スタジアム）

## タイトル

### 個人
- Jリーグ月間MVP：J2・2021年5月
- Jリーグ月間ベストゴール：J2・2021年7月